# Paula Bonte
Paula Bonte (* 15. April 1840 in Magdeburg; † 21. September 1902 in Berlin) war eine deutsche Landschaftsmalerin.

## Biographie
Bonte wurde 1840 in Magdeburg geboren. Vermutlich war sie die Tochter oder Nichte des Malers Johann Friedrich Bonte. Sie studierte von 1862 bis 1864 bei Eduard Pape und danach bei Otto von Kameke in Berlin.
Ihren Lehrmeistern folgend wandte sich Paula Bonte schwerpunktmäßig der Landschaftsmalerei zu.  Von 1876 an waren ihre Gemälde in Ausstellungen der Preußischen Akademie der Künste in Berlin zu sehen. Bonte beschäftigte sich zu Beginn ihrer Karriere mit Motiven aus der Schweiz (Château Chillon, 1879; Château Chatelard am Genfer See, Abend im Berner Oberland, 1881) und Tirol. Eine Reihe dieser Werke wurde von Kaiser Wilhelm I. angekauft. Später porträtierte sie auch norwegische, britische (The Beach of Clovelly in Devonshire) und italienische Landschaften. 1893 präsentierte sie ihre Werke 1893 im Woman’s Building auf der Weltausstellung in Chicago (Illinois).
Bonte war seit ihrem Studium mit der Landschaftsmalerin Marie von Keudell (1838–1918) befreundet. Sie teilten sich ein Atelier, unternahmen gemeinsam Reisen und waren beide im 1867 gegründeten Verein der Berliner Künstlerinnen (VdBK) engagiert. Bonte war von 1867 bis 1901 Mitglied des VdBK und gehörte 1878 dessen Vorstand an. Regelmäßig nahm sie an den Ausstellungen des Vereins teil. Sie beschickte auch Ausstellungen der Kunstvereine in Bremen (1872, 1886, 1890) und Kassel (1867 bis 1895).
Paula Bonte starb am 21. September 1902 in Berlin.

Galerie
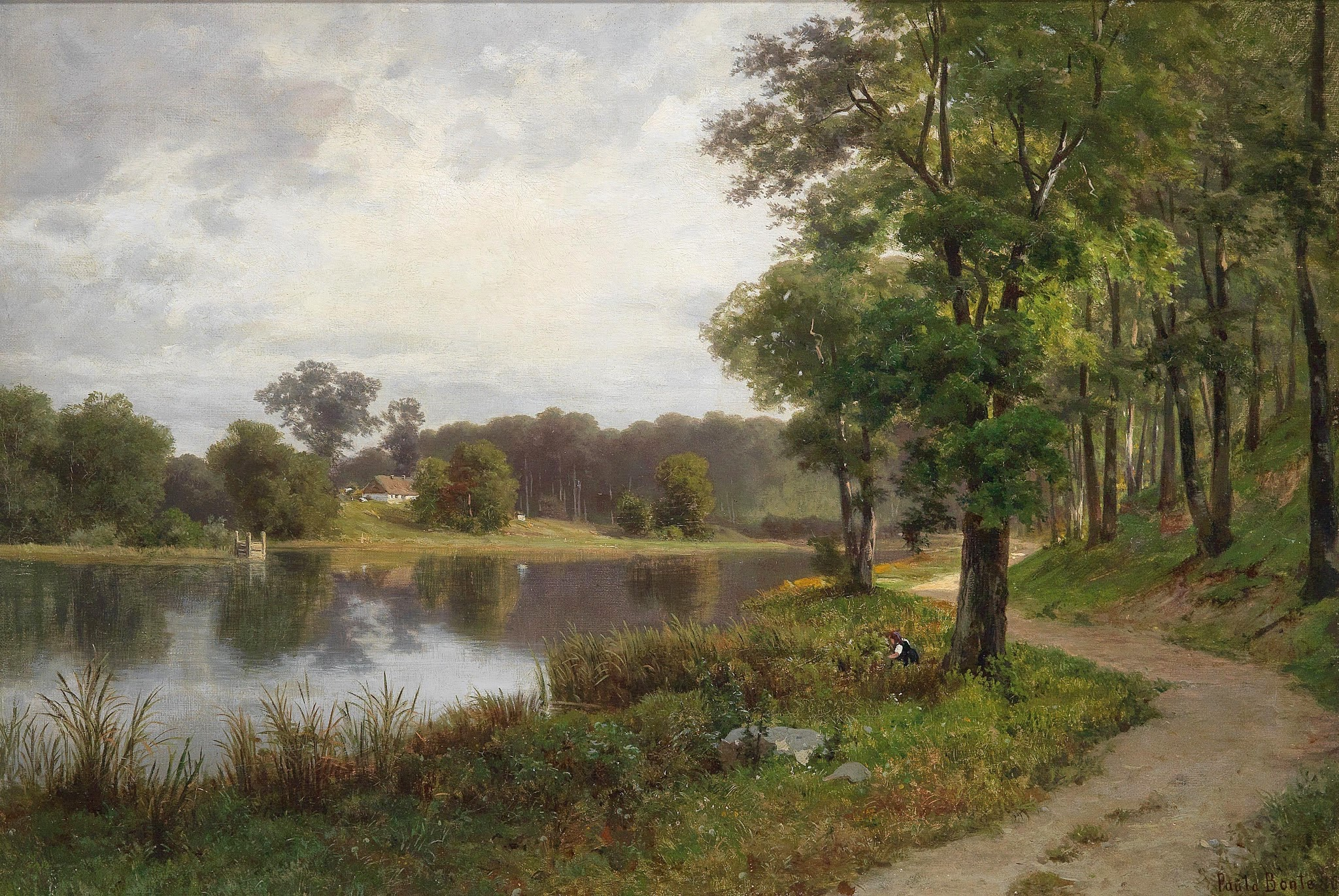
Landschaft mit Teich und dekorativen Figuren
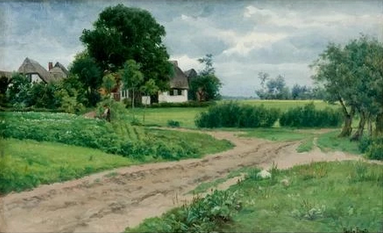
Reetgedeckte Häuser in sommerlicher Landschaft – um 1890
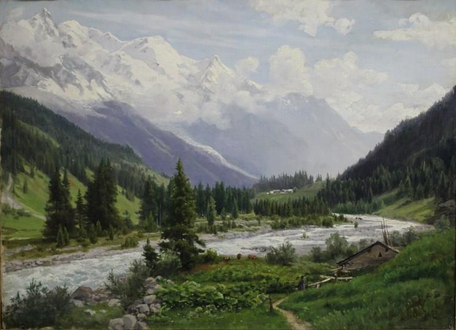
Das Tal bei La Joux
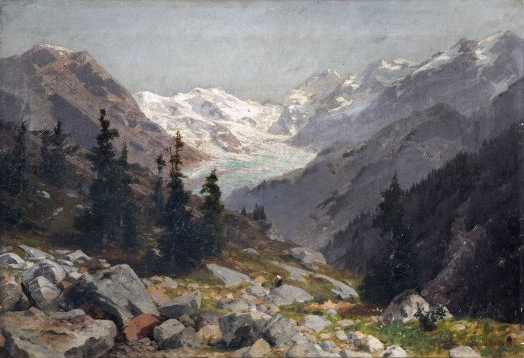
Aus der Umgebung von Pontresina – Morteratschgletscher 1889